# Karczyce

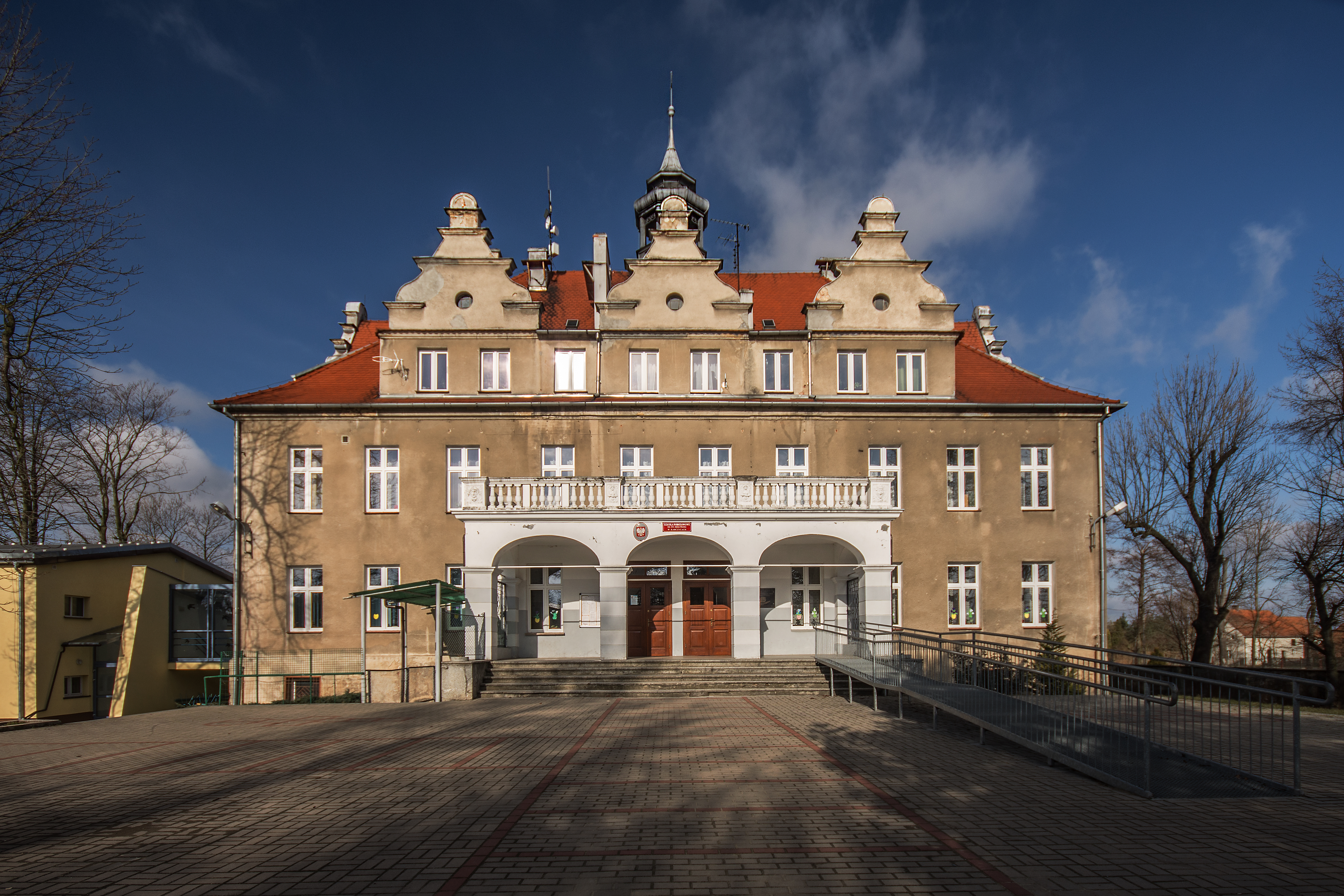
Dawny pałac w Karczycach

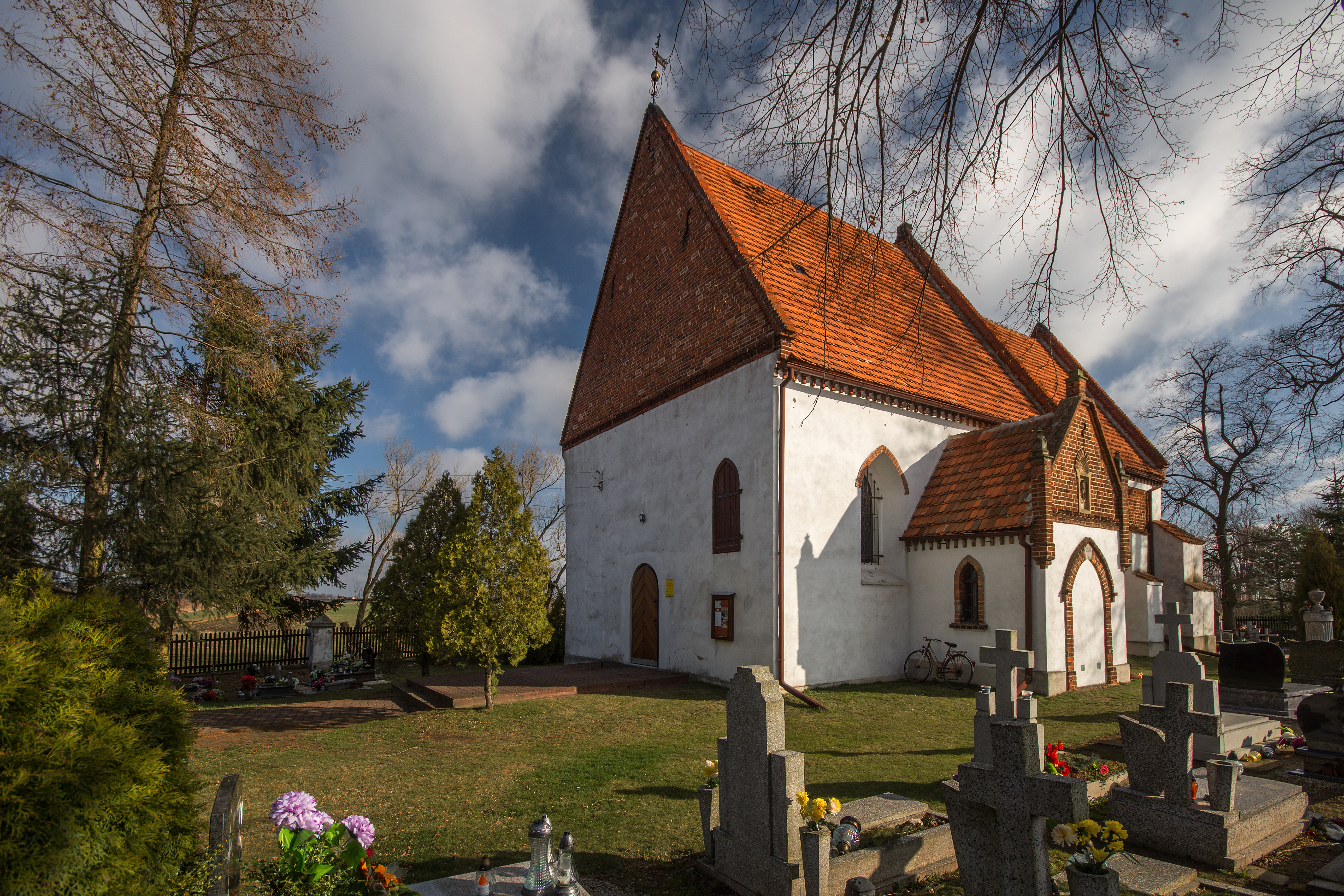
Kościół Świętego Krzyża

Karczyce – wieś w Polsce, położona w województwie dolnośląskim, w powiecie średzkim, w gminie Kostomłoty.
Przed II wojną światową wieś nosiła nazwę Kertschütz.

## Podział administracyjny
| SIMC    | Nazwa    | Rodzaj     |
| ------- | -------- | ---------- |
| 0876057 | Pustynka | przysiółek |

W latach 1954–1961 wieś należała i była siedzibą władz gromady Karczyce, po jej zniesieniu w gromadzie Lutynia. W latach 1975–1998 miejscowość administracyjnie należała do województwa wrocławskiego.

## Zabytki i atrakcje turystyczne
Do wojewódzkiego rejestru zabytków wpisany jest:
- kościół filialny pw. Podwyższenia Krzyża Świętego[8], późnogotycki, zbudowany w XV w., zbarokoizowany w XVII w. Orientowany, murowany, jednonawowy, z kruchtą od południa i zakrystią od północy, nakryty dwuspadowymi dachami[9].

Oprócz wystroju barokowego zachowała się kamienna renesansowa chrzcielnica i płyty nagrobne z końca XVI w.
- Na terenie wsi znajduje się dawny pałac.
- W jednym z pobliskich budynków gospodarczych mieści się hotel Karczyce[10].